# Fej Sin
Fej Sin (čínsky pchin-jinem Fèi Xìn, znaky 费信; 1385 - po 1436?) byl jedním z vojáků účastnících se plaveb Čeng Chea vypravených v první třetině 15. století vládou říše Ming do Indického oceánu. O plavbách napsal knihu Sin čcha šen-lan (星槎勝覽, Všestranný přehled [o cestách] hvězdného voru).

## Život
Narodil se, podle zmínek v jeho knize, roku 1385. Jeho rodina žila v Kchun-šanu v dnešní čínské provincii Ťiang-su. Podle svých slov pocházel z chudého prostředí. Rodina patřila k vojenským rolníkům, přičemž v armádě sloužil jeho starší bratr, který kolem roku 1398 zemřel a Fej Sin nastoupil na jeho místo v posádce blízkého Tchaj-cchangu.
Během vojenské služby se mu podařilo najít čas na vzdělávání. Z přístavu Liou-ťia-kang u Tchaj-cangu mingská vláda vypravovala námořní expedice, včetně expedic Čeng Chea. Osazenstvo výprav bylo doplňováno vojáky místních posádek a i Fej Sin skončil na palubě lodi mířící do Indického oceánu. Zúčastnil se čtyř plaveb Čeng Chea.
O svých cestách roku 1436 napsal knihu Sin čcha šen-lan (星槎勝覽, Všestranný přehled [o cestách] hvězdného voru), jejíž předmluva je datována rokem 1436. Není známo nic o jeho životě po roce 1436, ani o době jeho smrti.
Neexistují spolehlivé informace o Fej Sinově víře, mnichovský sinolog Roderich Ptak považuje za nepravděpodobné, že by byl muslim jako Čeng Che nebo Ma Chuan. Svou knihu sice ukončil popisem Mekky, ale v tom se patrně projevil vliv díla Ma Chuana.
Fej Sinova kniha se dochovala v množství odlišných vydání mingské doby. První anglický překlad byl publikován v letech 1914–1915, poslední vydání v překladu J. V. G. Millse, doplněné poznámkami Rodericha Ptaka, vyšlo roku 1996.